# Lathrolestes pictus
Lathrolestes pictus là một loài tò vò trong họ Ichneumonidae.